# Seututie 815
Pour les articles homonymes, voir Route 815.
La route régionale 815 (en finnois : Seututie 815) ou  Oulunlahdentie–Lentokentäntie est une route régionale menant à l'aéroport d'Oulu  en Finlande.

## Parcours
La route part du quartier d'Iinatti et se termine à l'aéroport d'Oulu dans le quartier de Kylänpuoli après un parcours de 11 kilomètres.
La route part d'Iinati de sa jonction avec la route nationale 22 et traverse les quartiers Kaakkuri et Perävainio  jusqu'au village Vihiluoto de Kempele puis elle continue jusqu'à Oulunsalo. La route se termine à l'aéroport d'Oulu.